# Kirby Bellars
Kirby Bellars is een civil parish in het bestuurlijke gebied Melton, in het Engelse graafschap Leicestershire.

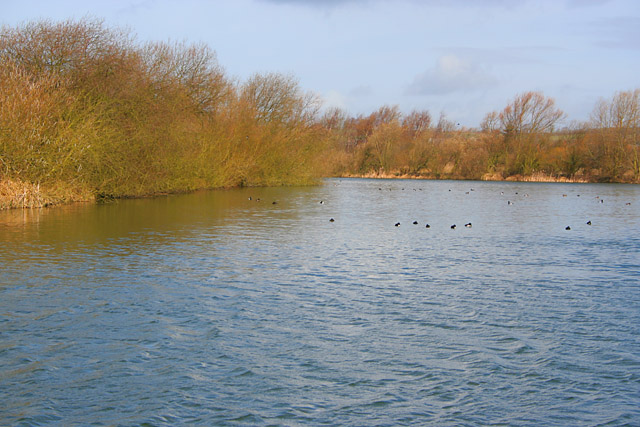
Priory Lakes